# 第31屆威尼斯影展
第31屆威尼斯影展於1970年8月19日至9月1日在義大利威尼斯舉行。該屆由於沒有競賽所以沒有評審團。

## 首映電影
| 中文片名 | 原文片名 | 導演            | 製作國 |
| -------- | -------- | --------------- | ------ |
| 《旺達》 | Wanda    | 芭芭拉·羅登     | 美国   |
| 《小丑》 | I clowns | 費德里柯·費里尼 | 義大利 |

## 獎項
- 榮譽金獅獎：奧森·威爾斯
- 帕西內蒂獎（義大利語：Premio Pasinetti）：
  - 最佳外語片：《旺達（英语：Wanda (film)）》— 芭芭拉·羅登（英语：Barbara Loden）
  - 最佳義大利電影：《小丑（義大利語：I clowns）》— 費德里柯·費里尼

## 外部連結
- 官方网站
- IMDb1970年威尼斯影展 （页面存档备份，存于）